# Municipio de Pantelhó
El municipio de Pantelhó es uno de los 124 municipios del estado de Chiapas, México, ubicado en la Región V Altos Tsotsil-Tseltal. Su cabecera es el poblado de Pantelhó.

## Toponimia
El nombre «Pantelhó» proviene del tsotsil y significa «Puente del río».

## Geografía

### Ubicación
Se ubica en la Región Socioeconómica V ALTOS TSOTSIL TSELTAL. Limita al norte con Simojovel y Yajalón, al este con el municipio de Chilón y Sitalá, al sur con el municipio de San Juan Cancuc y el municipio de Chenalhó y al oeste con el municipio de Chenalhó, municipio de Chalchihuitán y Simojovel. Las coordenadas de la cabecera municipal son: 17°00'20" de latitud norte y 92°28'08" de longitud oeste y se ubica a una altitud de 1056 m s. n. m. y con una superficie territorial de 192,4 km² ocupa el 0.26% del territorio estatal.

### Clima
Los climas existentes en el municipio son: Cálido húmedo con lluvias abundantes de verano (61.95%), Cálido subhúmedo con lluvias de verano, más húmedo (3.58%), Semicálido húmedo con lluvias abundantes de verano (25.73%) y Semicálido húmedo con lluvias todo el año (8.75%).
En los meses de mayo a octubre, las temperaturas mínimas promedio se distribuyen porcentualmente de la siguiente manera: de 12 a 15 °C (2.59%), de 15 a 18 °C (46.32%) y de 18 a 21 °C (51.09%). En tanto que las máximas promedio en este periodo son: De 21 a 24 °C (0.26%), de 24 a 27 °C (28.09%), de 27 a 30 °C (30.68%), de 30 a 33 °C (38.47%) y de 33 a 34.5 °C (2.5%).
Durante los meses de noviembre a abril, las temperaturas mínimas promedio se distribuyen porcentualmente de la siguiente manera: de 6 a 9 °C (0.46%), de 9 a 12 °C (19.66%), de 12 a 15 °C (49.32%) y de 15 a 18 °C (30.57%). Mientras que las máximas promedio en este mismo periodo son: De 18 a 21 °C (5.27%), de 21 a 24 °C (48.9%), de 24 a 27 °C (44.06%) y de 27 a 30 °C (1.76%).
En los meses de mayo a octubre, la precipitación media es: de 1200 a 1400 mm (37.7%), y de 1400 a 1700 mm (62.3%). En los meses de noviembre a abril, la precipitación media es: de 300 a 350 mm (26.02%), de 350 a 400 mm (61.78%) y de 400 a 500 mm (12.2%).

### Vegetación
La cobertura vegetal y el aprovechamiento del suelo en el municipio se distribuye de la siguiente manera: Agricultura de temporal (32.52%), Pastizal cultivado (22.48%), Bosque de pino-encino (secundaria) (22.35%), Bosque mesófilo de montaña (secundaria) (12.82%), Bosque de pino (secundaria) (9.61%), y Otros (0.22%).

### Geología
En el municipio ocurren los siguientes tipos de suelos: luvisol (77.03%), plintosol (18.61%), leptosol (4.34%), y haeozem (0.02%). 
Los tipos de roca que conforman la corteza terrestre en el municipio son: lutita-arenisca (roca sedimentaria) (46.18%), arenisca (roca sedimentaria) (34.75%), caliza (roca sedimentaria) (18.93%) y Brecha sedimentaria (roca sedimentaria) (0.14%).

### Fisiografía
El municipio forma parte de la región fisiográfica Montañas del Norte.
La altura del relieve varía entre los 400 m y los 2.100 m s. n. m.
Las formas del relieve presentes en el municipio son: Sierra alta escarpada compleja (100%).

### Hidrografía
El municipio se ubica dentro de las subcuencas R. Chacté que forman parte de la cuenca R. Suchiate y Otros.
Las principales corrientes de agua en el municipio son: Río Grande, Río Yasha, Arroyo Tzibalucúm, Arroyo Chentauch, Arroyo Chacalhó, Arroyo Chapayal, Río Mashiló, Río Mazán, Arroyo Progreso y Arroyo Juc-Nil; y las corrientes intermitentes: Arroyo La Florida.

### Áreas Naturales Protegidas
Este municipio no cuenta con áreas naturales protegidas o bajo conservación.

## Demografía
En el censo de 2020 el municipio de Pantelhó contaba con 121 localidades.
| Código INEGI      | Localidad         | Población (2020) |
| ----------------- | ----------------- | ---------------- |
| 070660001         | Pantelhó          | 8 629            |
| 070660005         | Aurora Esquipulas | 2 090            |
| Otras localidades | Otras localidades | 15 672           |
| Total municipal   | Total municipal   | 26 391           |

## Política

### Presidentes municipales
| Presidente municipal                                   | Período               | Partido político                              | Notas |
| José M. Zepeda                                         | 1915                  |                                               | |
| Sabel Y. Urbina                                        | 1926                  |                                               | |
| Amado de J. Pérez                                      | 1931–1932             | PNR                                           | |
| Sabel Y. Urbina                                        | 1933–1934             | PNR                                           | |
| Eduardo Estrada Vera                                   | 1935                  | PNR                                           | |
| Luis C. Urbina                                         | 1936                  | PNR                                           | |
| Arcadio R. Urbina                                      | 1939–1940             | PRM                                           | |
| Celedonio Constantino G.                               | 1941–1942             | PRM                                           | |
| José Ruiz Guillén                                      | 1943–1944             | PRM                                           | |
| Reynaldo Ballinas Flores                               | 1945–1946             | PRM                                           | |
| Ricardo Morales Aguilar                                | 1947–1948             | PRI                                           | |
| Juan Antonio Morales                                   | 1949–1950             | PRI                                           | |
| Silviano Urbina                                        | 1951–1952             | PRI                                           | |
| Alfredo Ballinas Vázquez                               | 1953–1955             | PRI                                           | |
| Gilberto Urbina Bermúdez                               | 1956–1958             | PRI                                           | |
| Armando Castro Ross                                    | 1959–1961             | PRI                                           | |
| Eduardo Estrada Vera                                   | 1962–1964             | PRI                                           | |
| Gilberto Aguilar Carpio                                | 1965–1967             | PRI                                           | |
| Liborio Luna Flores                                    | 1968–1970             | PRI                                           | |
| Julio Ballinas Urbina                                  | 1971–1973             | PRI                                           | |
| Adán Morales Monterrosa                                | 1974–1976             | PRI                                           | |
| W. Alejandro Ramos Ruiz                                | 1977–1979             | PRI                                           | |
| Fernando Ruiz Mazariegos                               | 1980–1982             | PRI                                           | |
| Dionisio Cruz Juárez                                   | 1983–1985             | PRI                                           | |
| Mariano Jiménez Gómez                                  | 1986–1987             | PRI                                           | |
| Ignacio López Santiz                                   | 1987–1988             | PRI                                           | |
| Nicolás González Juárez                                | 1989–1991             | PRI                                           | |
| Manuel Cortés Pérez                                    | 1992–1993             | PRI                                           | |
| Dionisio Cruz Juárez                                   | 1993–1995             | PRI                                           | |
| Adán Sánchez Sánchez                                   | 01-01-1996–31-12-1998 | PRI                                           | |
| Sebastián Díaz Santiz                                  | 01-01-1999–31-12-2001 | PRI                                           | |
| Alberto Cruz Gutiérrez                                 | 01-01-2002–31-12-2004 | PRI                                           | |
| Armando Juárez Cruz                                    | 01-01-2005–31-12-2007 | PRD PT                                        | |
| Humberto González López                                | 01-01-2008–31-12-2010 | PRD                                           | |
| Nicolás Gómez Hernández                                | 01-01-2011–2012       | PRD PAN Convergencia Panal Unidad por Chiapas | |
| Miguel Etnzin Cruz                                     | 2012–2015             | PRD PT MC                                     | |
| Macario Cruz Gutiérrez                                 | 2015–2018             | PRD                                           | |
| Santos López Hernández                                 | 2018–21-08-2020       | PRD                                           | Fue destituido y encarcelado por el delito de acoso sexual                                                                                    |
| Delia Janet Velasco Flores                             | 21-08-2020–07-08-2021 | PRD                                           | Interina |
| Pedro Cortés López Presidente del Concejo Municipal    | 18-08-2021–30-09-2021 |                                               | Concejo Municipal elegido por el Sistema de Usos y Costumbres                                                                                 |
| Raquel Trujillo Morales (es varón, a pesar del nombre) | 01-10-2021–09-11-2021 | PRD                                           | Fue desaforado |
| Pedro Cortés López Presidente del Concejo Municipal    | 17-12-2021–14-05-2022 |                                               | Concejo Municipal nombrado por el Congreso del Estado de Chiapas. Fue obligado a renunciar por elementos del grupo de autodefensas El Machete |